# Louis Demougeot
Louis Demougeot, né le 16 juillet 1894 à Vadenay dans la Marne, et mort le 14 mars 1946 à Saint-Gervais-les-Bains, Haute-Savoie, était un marin et aviateur français,,,.

## Distinctions
- Officier de la Légion d'honneur le 11 février 1930.
- Médaille coloniale avec agrafe « Côte des Somalis ».